# Královská kaple (Brno)
Královská kaple (kaple Panny Marie a svatého Václava, později svatého Cyrila a Metoděje) byla gotická stavba z konce 13. století, která do roku 1908 stála na Dominikánském náměstí v Brně. Nacházela se přibližně v místech současného funkcionalistického polyfunkčního domu v severovýchodním rohu náměstí. Zbořena byla i přes velké protesty společně s celou severní stranou náměstí při probíhající asanaci historického středu města. Její nejvýznamnější kamenné součásti a fresky byly ale uschovány, protože městská rada rozhodla kapli na vhodném místě znovu obnovit. Plán z roku 2010 počítal s jejím sestavením na střeše chystaného parkovacího domu v Panenské ulici, jeho projekt byl ale změněn a stavba byla realizována bez kaple.

## Historie
Kaple Panny Marie na tehdejším Rybném trhu byla založena králem Václavem II. listinou ze dne 25. března 1297 při tzv. markraběcím domě. Kaple rovněž sousedila se zřejmě starší kaplí svatého Václava, která patřila přilehlému Alramovu dvorci. Dne 3. listopadu 1322 věnoval Jan Lucemburský kapli Panny Marie spolu s přilehlým domem královně vdově Elišce Rejčce, která ji roku 1323 darovala nově založenému klášteru cisterciaček na Starém Brně. Někdy po tomto roce byly obě sousední kaple propojeny, čímž vznikla stavba označovaná jako Královská kaple. V průběhu 15. nebo 16. století bylo změněno zasvěcení kaple Panny Marie na svatého Cyrila a Metoděje.

Celý areál severní strany Rybného trhu byl v majetku starobrněnských cisterciaček až do roku 1782, kdy byl Josefem II. jejich klášter zrušen. Budovy i s kaplí (která byla definitivně zrušena v listopadu 1783) byly nejprve předány do církevního fondu, roku 1784 se stala jejich vlastníkem armáda, která zde zřídila vojenské skladiště a kasárna. Areál byl v roce 1904 (smlouvou z roku 1902) předán do majetku města Brna, nadále zde bylo uskladněno armádní dřevo, které později nahradily archiválie. Nedlouho poté se představitelé města rozhodli kapli i celou severní stranu náměstí v rámci probíhající asanace historického jádra města strhnout. K tomuto kroku došlo v roce 1908, proti zboření ale silně protestovala kulturní elita, Ústřední památková komise ve Vídni, někteří kunsthistorici, o kapli se zajímal i následník trůnu František Ferdinand d'Este. Díky tomu byla kaple alespoň kompletně zaměřena a nafotografována a městská rada se rozhodla zachovat vzácný raně gotický interiér pro jeho opětovné sestavení v rámci jiné budovy. Byly tak zachovány vnitřní kamenické prvky (klenba, ostění, kružby oken, sloup aj.), sneseny a uloženy byly také fresky ze zdí. Cenný byl právě interiér kaple, unikátní bylo zaklenutí vysokého prostoru s gotickou klenbou na jediný středový sloup.

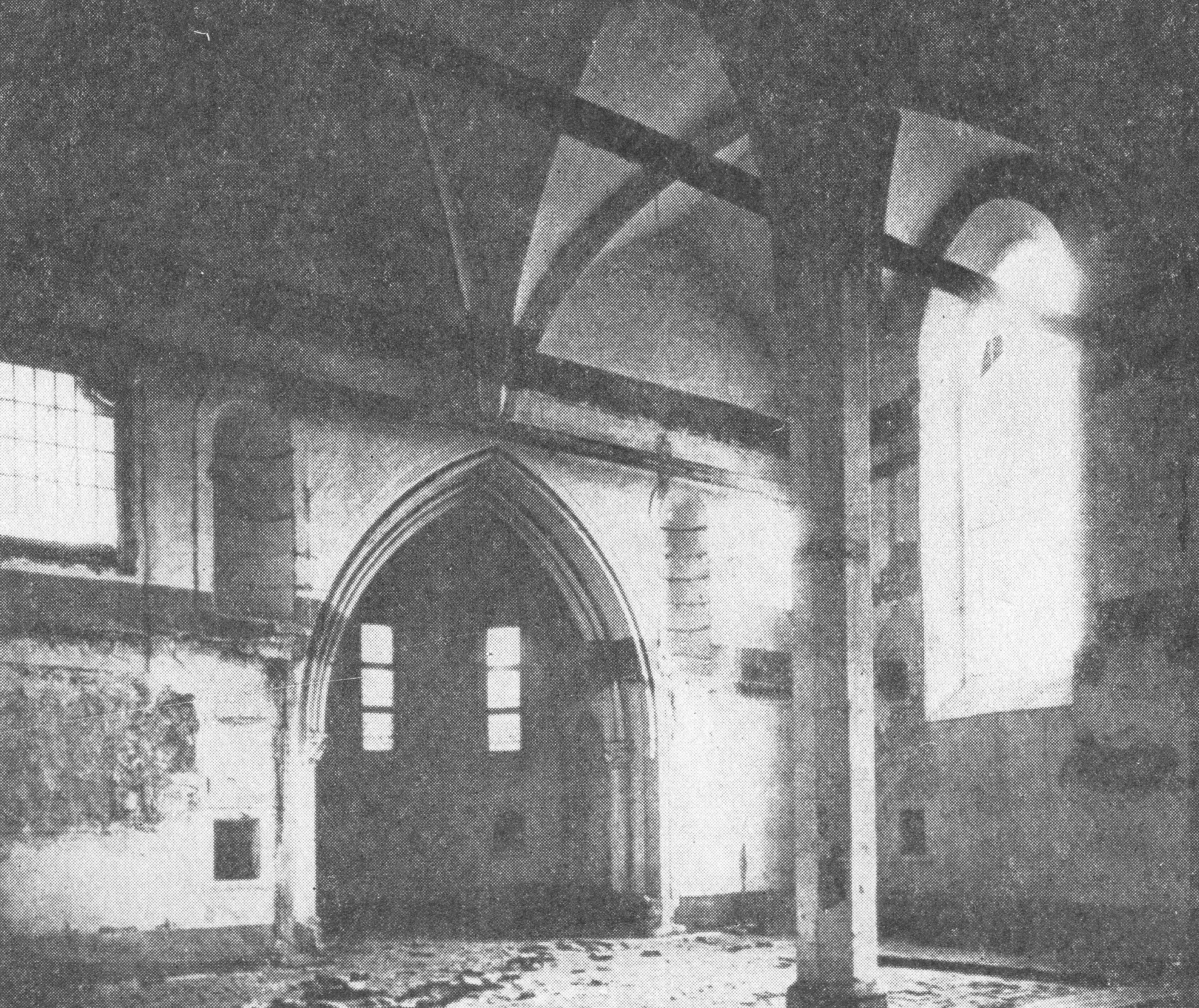
Interiér kaple
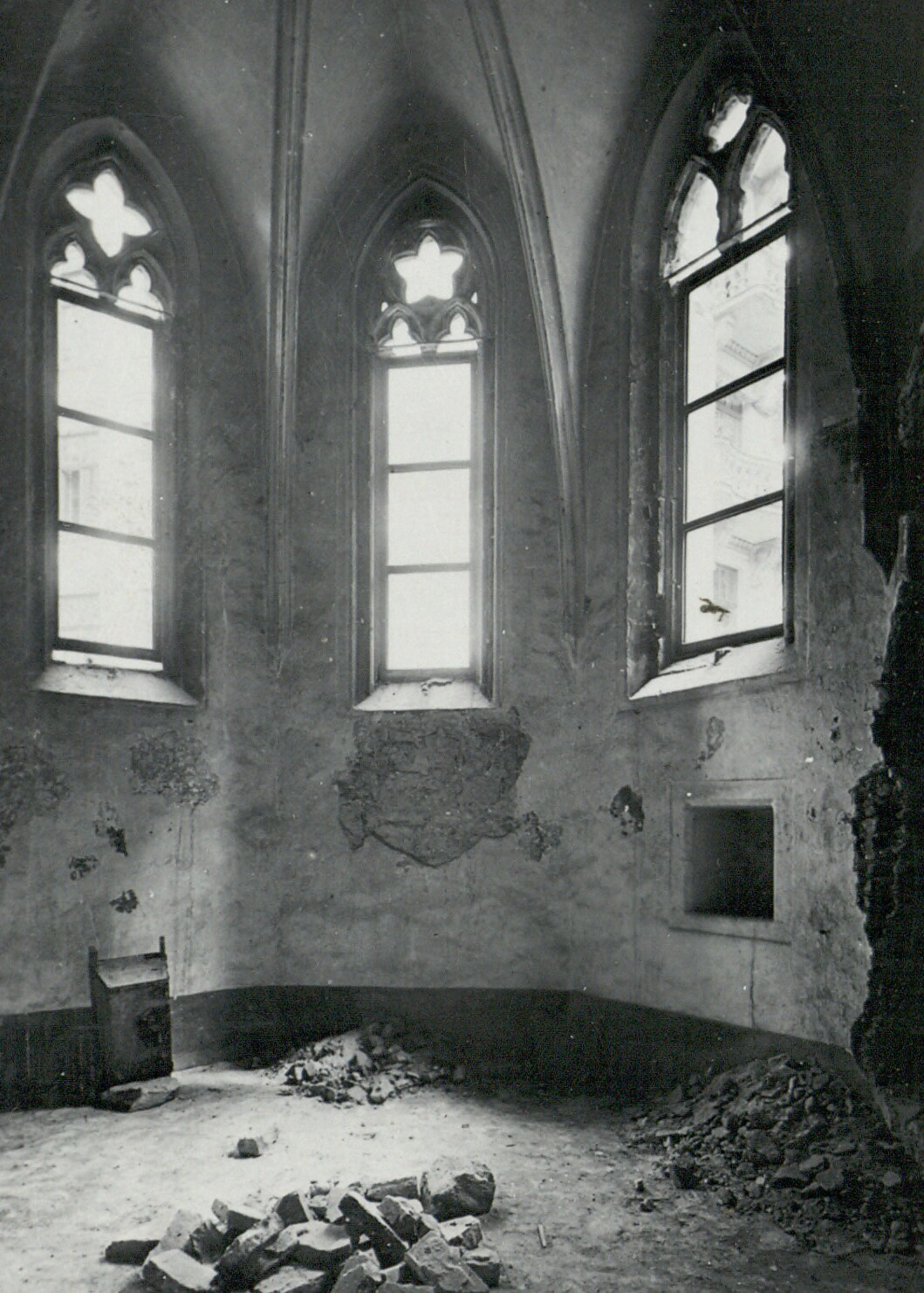
Presbytář kaple během demolice
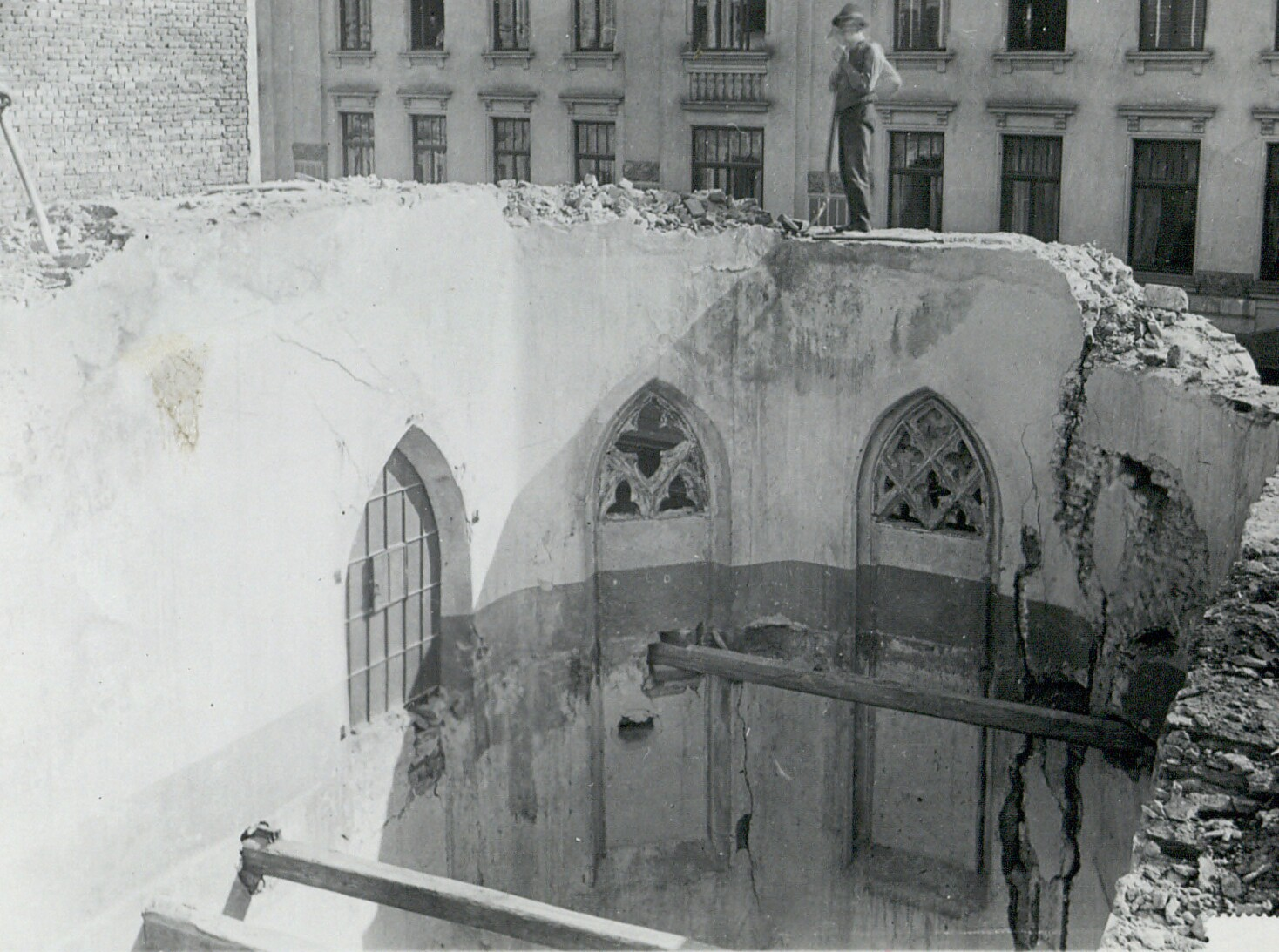
Presbytář kaple během demolice
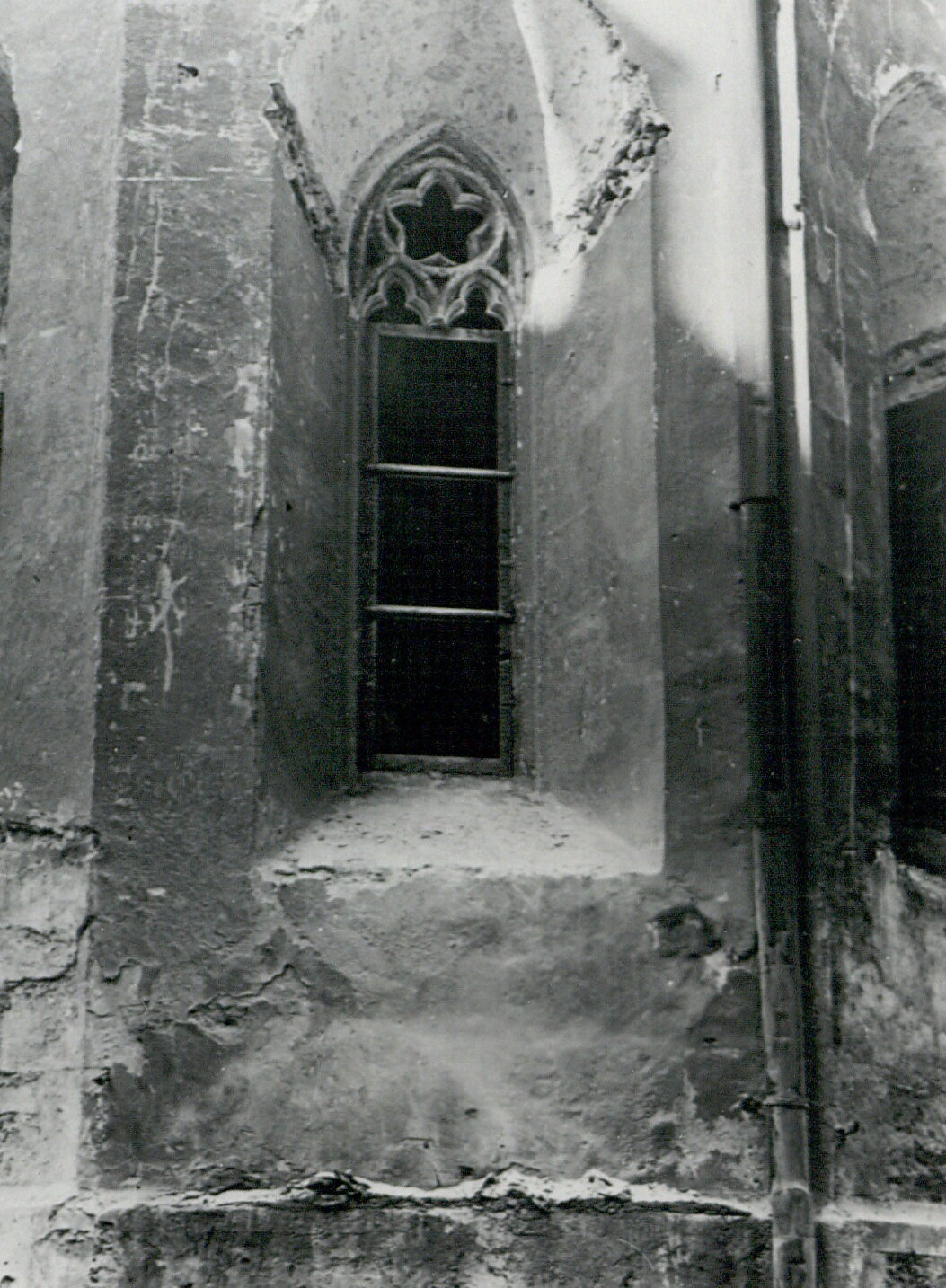
Okno kaple během demolice
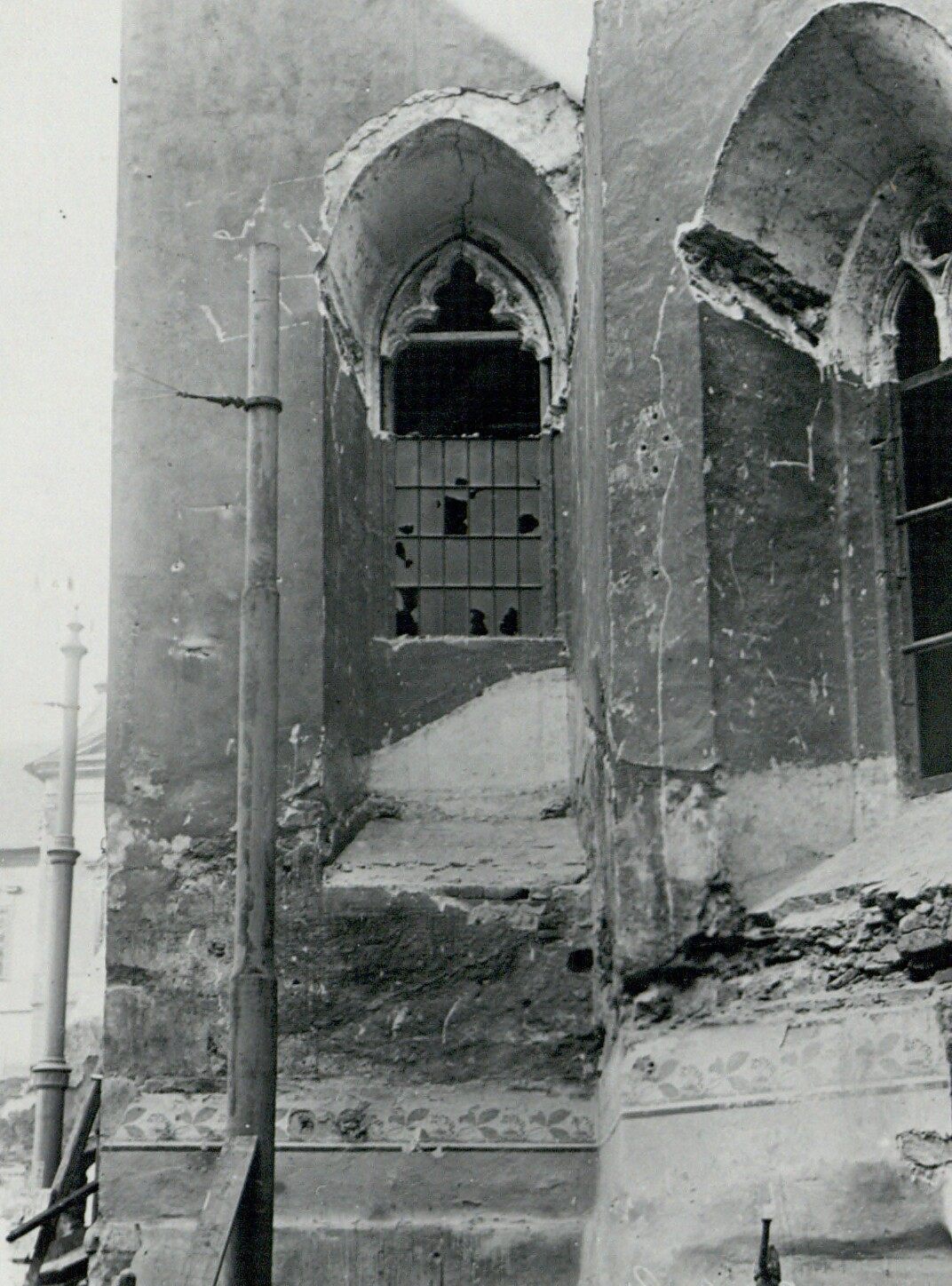
Okno kaple během demolice

## Snahy o obnovení kaple

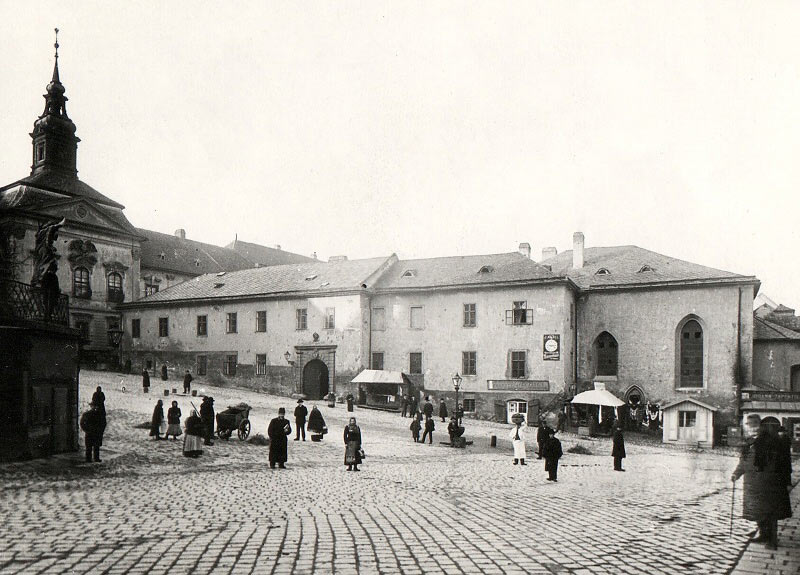
Pohled na severní stranu dnešního Dominikánského náměstí, která byla zbořena v roce 1908

Díky protestům proti zboření kaple byla stavba jako jedna z mála v Brně asanovaných staveb podrobně zdokumentována a zaměřena. Zachované kamenné prvky z interiéru převzalo Městské muzeum v Brně, část z nich je vystavena v křížové chodbě v Nové radnici, většina je však uložena na různých místech po Brně jako jsou depozitář muzea v Žabovřeskách či protiletadlový kryt Denis pod Petrovem. Některé fragmenty se také nacházejí v Mincmistrovském sklepě na Dominikánském náměstí, který byl ještě v roce 2010 zpřístupněn veřejnosti. Zde se také nalézá model Královské kaple.
Již 28. května 1908, tj. v době, kdy přijímala rozhodnutí o jejím zbourání, slíbila městská rada kapli obnovit. Profesor Josef Dell, jenž se o záchranu stavby snažil, vypracoval návrh na její znovupostavení na stejném místě, k této realizaci však nedošlo. V průběhu celého 20. století se postupně objevovaly další návrhy na obnovu, přičemž měnila se jak místa, kde měla být kaple znovu sestavena, její podoba, tak i její plánovaný účel (muzejní, církevní či galerijní využití).

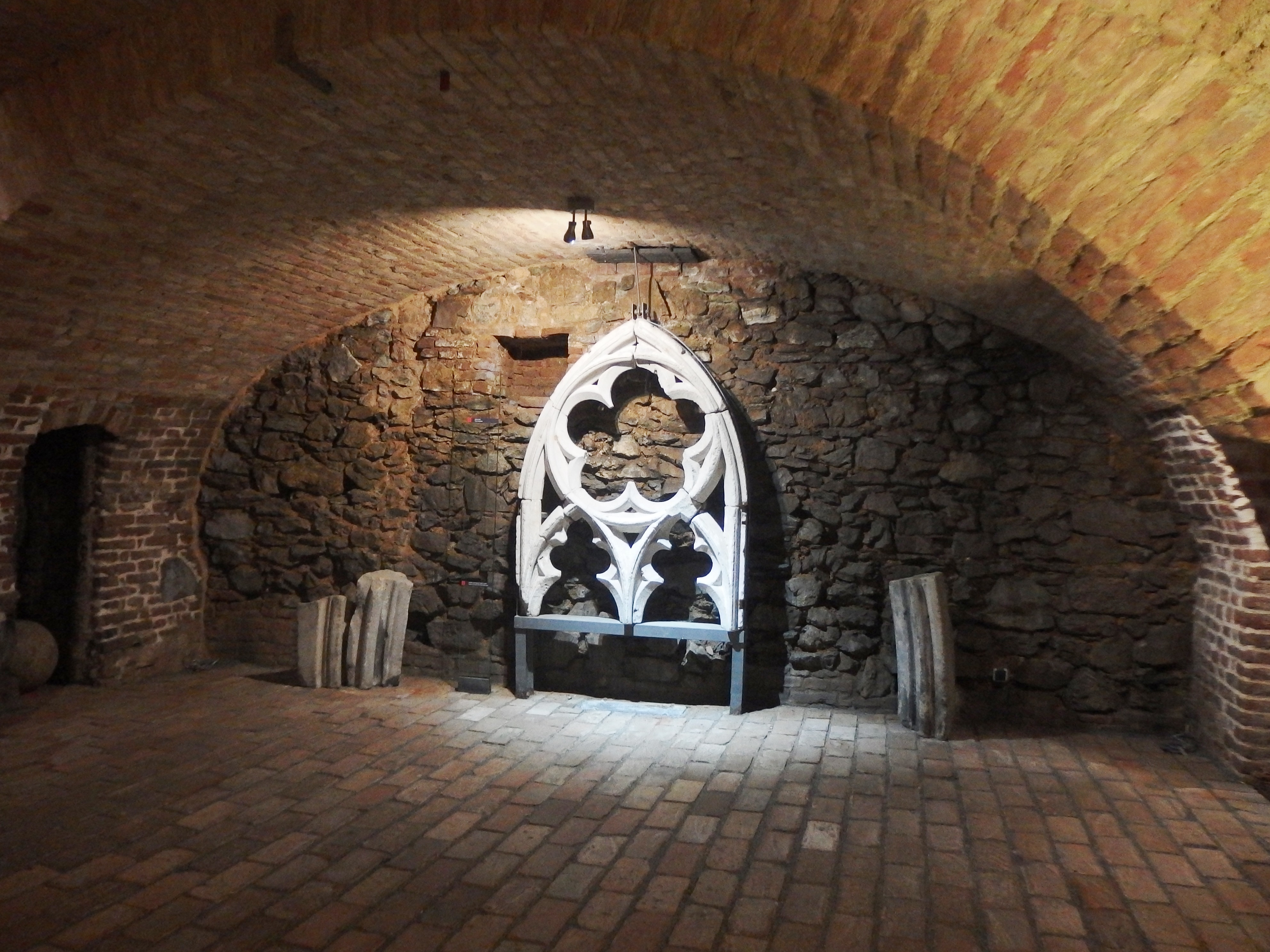
Fragmenty interiéru kaple v Mincmistrovském sklepě

Podle nejnovějších plánů měla být Královská kaple (respektive její interiér) obnovena při stavbě multifunkčního domu v Panenské ulici mezi Novou radnicí a hotelem International, tedy přibližně 70 metrů vzdušnou čarou západně od místa, kde do roku 1908 stála. V podzemí domu se mělo nacházet kryté parkoviště, nadzemní patra měla sloužit veřejnosti k různým účelům. Na střechu domu navrhl Petr Hrůša, architekt celé budovy, po dohodě s městem nástavbu, jejíž interiér měla tvořit právě Královská kaple. Prostor měl být přístupný ze sousední Nové radnice a měl sloužit ke společenským a výstavním účelům. Chybějící kamenné prvky měly být nahrazeny kopiemi, případně měly být naznačeny jiným způsobem. V červenci 2009 uvedl primátor města Brna Roman Onderka, že stavba parkovacího domu s kaplí za 170 milionů má být hotova do konce roku 2010. Kvůli odvolání sousedního hotelu International vůči územnímu rozhodnutí, které bylo stavebním úřadem městské části Brno-střed vydáno v srpnu 2010, byla stavba budovy původně odložena minimálně do jara roku 2011. Investor parkovacího domu, společnost Brno Parking, v roce 2011 přepracovala projekt celé stavby, který již s kaplí nepočítal. Její realizace by celou stavbu prodražila o 50 milionů korun a zabrala by více než pětinu garáží v nadzemních patrech. Kvůli nedostatku finančních prostředků město další úvahy o obnově kaple odložilo.
V srpnu 2020 zadalo město Brno architektonickou soutěž na podobu nového hlavního nádraží. Podle zadání má součástí stanice být také duchovní místo, které má odkazovat na Královskou kapli.